# Moc dyspozycyjna elektrowni
Moc dyspozycyjna elektrowni – maksymalna moc czynna elektrowni, którą może ona rozwijać w określonym czasie, przy uwzględnieniu wszystkich technicznych warunków eksploatacji.
Moc dyspozycyjną otrzymuje się odejmując od mocy osiągalnej ubytki mocy, czyli okresowe obniżenia mocy. Moc dyspozycyjna może być większa od mocy osiągalnej, jeśli nie występują przyczyny obniżające moc, a warunki eksploatacji są lepsze od normalnych. W praktyce używa się też pojęcia mocy dyspozycyjnej brutto i netto.
Moc dyspozycyjna może być określona jako moc szczytowa lub jako moc strefowa.
- Moc dyspozycyjna szczytowa jest to średnia moc z przedziału 15-minutowego w czasie szczytowego obciążenia systemu elektroenergetycznego.
- Moc dyspozycyjna strefowa jest to średnia moc z kilkugodzinnego przedziału czasu (strefy doby).

Moc dyspozycyjna średnio-miesięczna jest równa średniej arytmetycznej mocy dyspozycyjnych dobowych w dniach rozliczeniowych. Jako dni rozliczeniowe przyjmuje się dni robocze miesiąca. W przypadku dni roboczych nietypowych (np. dni między świętami) o zaliczeniu do dni rozliczeniowych decyduje KDM.
Dla elektrowni wodnych moc dyspozycyjna strefowa nie może być ustalana dla strefy dłuższej niż 5 godzin (czas przyjęty dla określenia mocy osiągalnej) .
Dla elektrowni szczytowo - pompowych może być określana wyłącznie moc dyspozycyjna
szczytowa.